# Pickens (Wirginia Zachodnia)
Pickens – jednostka osadnicza w Stanach Zjednoczonych, w stanie Wirginia Zachodnia, w hrabstwie Randolph.